# Paul Bostetter
Paul Bostetter (* 25. Juni 1878 in Diedenhofen, Reichsland Elsaß-Lothringen; † 23. Januar 1960 in München) war ein deutscher Verwaltungsjurist.

## Leben
Bostetter studierte  an der Kaiser-Wilhelms-Universität Rechtswissenschaft. 1898 wurde er Mitglied des Corps Rhenania Straßburg. Nach Abschluss des Studiums und dem Gerichtsassessor-Examen 1906 trat er in den Verwaltungsdienst des Reichslands Elsaß-Lothringen über. 1907 wurde er Regierungsassessor. Von 1913 bis 1918 war er Kreisdirektor des Kreises Diedenhofen-West. Nach dem Ende des Ersten Weltkriegs wurde er 1920 zunächst Polizeidirektor in Saarbrücken und anschließend Regierungsrat in Düsseldorf. 1921 wurde ihm die Leitung der Polizeigeschäfte in Duisburg übertragen. 1922 wurde er zunächst Oberregierungsrat in Sonderstellung in Schleswig und in der Folge 1. Vertreter des Regierungspräsidenten in Köln, bevor er noch im selben Jahr zum Vizepräsidenten der Regierung in Stettin ernannt wurde. Am 15. März 1933 wurde er in den einstweiligen Ruhestand versetzt. Zuletzt lebte er bis zu seinem Tod 1960 in München.